# Ōtake
Ōtake (jap. 大竹市, wörtlich: großer Bambus) ist eine Stadt in der Präfektur Hiroshima in Japan.

## Geographie
Ōtake liegt östlich von Iwakuni und westlich von Hiroshima an der Seto-Inlandsee.

## Geschichte
Die Stadt Ōtake wurde am 1. September 1954 gegründet.

## Verkehr
- Straße:
  - Chūgoku-Autobahn
  - Nationalstraße 2: nach Osaka und Kitakyūshū
  - Nationalstraße 186
- Zug:
  - JR San’yō-Hauptlinie: nach Kōbe und Kitakyūshū

## Angrenzende Städte und Gemeinden
- Präfektur Hiroshima
  - Hatsukaichi
- Präfektur Yamaguchi
  - Iwakuni
  - Waki